# KTM 350 SX-F
KTM 350 SX-F – austriacki Motocykl crossowy produkowany przez firmę KTM od 2010 roku.

## Dane techniczne/Osiągi
Silnik: singel
Pojemność silnika: 350 cm³
Moc maksymalna: 48 KM/12100 obr./min
Maksymalny moment obrotowy: brak danych
Prędkość maksymalna: brak danych
Przyspieszenie 0–100 km/h: brak danych